# Tania Sachdev
Tania Sachdev (Hindi तानिया सचदेव; * 20. August 1986 in Delhi) ist eine indische Schachspielerin.

## Leben

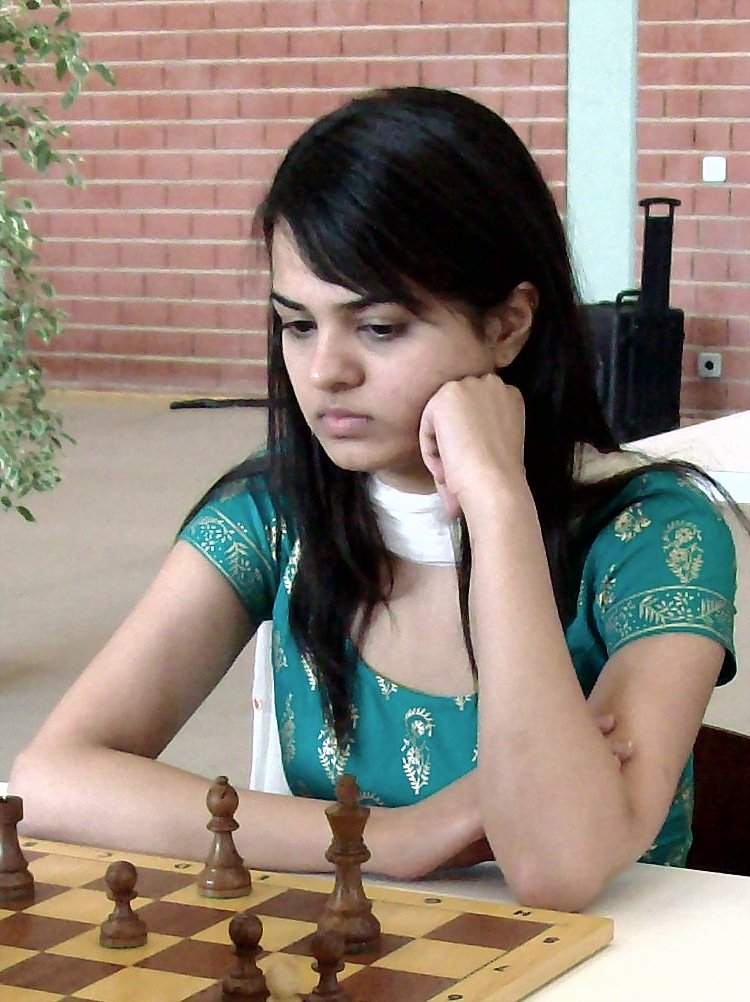
Tania Sachdev, 2008

Als jüngstes von drei Kindern lernte sie das Schachspielen im Alter von sechs Jahren, als ihr Vater ihrem Bruder und ihrer Schwester Schach beibrachte. Sie lernte die Züge recht schnell und konnte noch im gleichen Jahr ihren Vater schlagen. Ihre Mutter erkannte ihr Talent und schickte sie zu einem Schachlehrer. Nachdem sie die Modern School in Vasant Vihar, einem südlichen Stadtteil von Delhi, abgeschlossen hatte, studierte Tania Sachdev Literatur im Sri Venkateshwara College in Delhi. Ihr Studium der Englischen Literatur, Politikwissenschaften und Psychologie an der University of Delhi schloss sie im Jahr 2008 ab. Trainiert wird sie unter anderem von dem Internationalen Meister Vishal Sareen sowie gelegentlich von den Großmeistern Elizbar Ubilava und Vladimir Chuchelov. 2009 wurde ihr in der Sparte Schach der Arjuna Award verliehen. Außerdem präsentiert und moderiert sie hochrangige Schachturniere und Live-Übertragungen, beispielsweise bei der Schachweltmeisterschaft 2023.
Sie ist Schachprofi, arbeitet aber auch gelegentlich als Model und in der Buchhaltung der Air India.

## Schacherfolge
1994 gewann sie siebeneinhalbjährig in Norwich gleichzeitig die britische Meisterschaft U8, U9 und U10 sowie die britische Mädchenmeisterschaft U8 und U9. Dies war das erste Mal in der langen Geschichte dieses (seit 1904 ausgetragenen) Turniers, dass eine Teilnehmerin gleichzeitig fünf Meistertitel erringen konnte. In den Jahren 1997 und 1998 wurde sie indische U12-Meisterin, 1999 U19-Meisterin von Delhi. Im Juli 2002 wurde sie in Marawila bei Colombo asiatische Jugendmeisterin. Im November 2006 bekam sie bei den Commonwealth-Meisterschaften in Mumbai die Bronzemedaille. Im Dezember 2006 gewann sie ungeschlagen die indische Frauenmeisterschaft, die in Chennai ausgetragen wurde. Im September 2007 gewann sie die asiatische Frauenmeisterschaft in Teheran mit 6,5 Punkten aus 9 Partien nach Wertung vor der Chinesin Ruan Lufei. Ihren indischen Frauenmeistertitel konnte sie im November 2007 in Kirkee bei Pune verteidigen. Im Jahr 2015 gewann sie die Silbermedaille im Schnellschach bei der Asian Continental Women’s Rapid Chess Championship.
Im August 2005 wurde ihr der Titel Großmeister der Frauen (WGM) verliehen, die Normen hierfür erreichte sie bei den 25. asiatischen Mädchenmeisterschaften 2002 in Colombo (der Sieg dort beinhaltete auch den Titel Internationaler Meister der Frauen (WIM)) sowie 2004 bei einem internationalen Turnier in Abu Dhabi, bei einem First Saturday GM-Turnier in Budapest im Juni 2005 und im selben Monat beim 23. Balatoni-Turnier am Balaton. Seit Dezember 2007 ist sie auch Internationaler Meister (IM). Die IM-Normen erzielte sie im Juli 2007 im spanischen Sort und im September 2007 bei der asiatischen Frauenmeisterschaft in Teheran. Die Norm in Sort war gleichzeitig eine GM-Norm.
Ihre beste Position in der Frauenweltrangliste war der 40. Platz im September 2013.

## Nationalmannschaft
Mit der indischen Frauenmannschaft nahm Tania Sachdev an den Schacholympiaden 2008, 2010, 2012 und 2014 teil. Sie erreichte 2012 das drittbeste Einzelergebnis am dritten Brett. Sie war auch Teil der indischen Frauenmannschaft, die bei der Schacholympiade 2024 die Goldmedaille gewann. Außerdem nahm sie an den Mannschaftsweltmeisterschaften der Frauen 2009 und 2011, den asiatischen Mannschaftsmeisterschaften der Frauen 2003 (mit der zweiten Mannschaft Indiens), 2008, 2009, 2012 und 2014 (bei denen sie mit der Mannschaft jeweils den zweiten Platz erreichte), dem Schachwettbewerb der Frauen der Asienspiele 2010 sowie dem Schachwettbewerb der Hallen-Asienspiele 2009 teil.

## Vereine
In der deutschen Frauenbundesliga spielt Tania Sachdev seit 2013 für den SC Bad Königshofen, mit dem sie 2014 den Titel gewann.